# CyLTV
La 7 é o primeiro canal da Castilla y León Televisión (CyLTV), sociedade adjudicatária da exploração dos dois canais de Televisão Digital Terrestre autonómica no âmbito da comunidade de Castela e Leão.
Iniciou as suas emissões regulares no dia 9 de Março de 2009, tanto em analógico como em digital. A sua programação, de carácter generalista, tem como um dos seus pilares a informação, não só de âmbito autonómico, mas também nacional e internacional. Para isso, além da sua sede central, localizada em Valhadolide, dispõe de centros de produção territorial nas outras oito capitais de província, bem como em Ponferrada, e uma delegação em Madrid.
Além da La 7, a CyLTV conta com um segundo canal, La 8, com conteúdos de carácter mais provincial e local, para o qual leva a cabo desconexões de âmbito territorial.
A La 7, bem como a La 8 contratam conteúdos com as distribuidoras: FORTA, Retelsat, LocalVisión e MunicipalTV.
No dia 5 de setembro de 2011, o canal muda a sua denominação de CyL7 para CyLTV.